# Luetheite
La luetheite è un minerale.